# Spirit in the Room
Spirit in the Room è il trentanovesimo album in studio del cantante gallese Tom Jones, pubblicato nel 2012 e costituito interamente da cover.

## Tracce
1. Tower of Song – 3:56 (Leonard Cohen)
2. (I Want to) Come Home – 3:16 (Paul McCartney)
3. Hit or Miss – 3:41 (Odetta Gordon)
4. Love and Blessings – 4:23 (Paul Simon)
5. Soul of a Man – 3:49 (Blind Willie Johnson)
6. Bad as Me – 3:33 (Kathleen Brennan, Tom Waits)
7. Dimming of the Day – 3:01 (Richard Thompson)
8. Traveling Shoes – 2:38 (Ethan Johns, Tom Jones)
9. All Blues Hail Mary – 4:25 (Joe Henry)
10. Charlie Darwin – 4:45 (The Low Anthem)
11. Just Dropped In – 4:36 (Mickey Newbury)
12. Lone Pilgrim – 3:04 (B.F. White, Adger M. Pace)
13. When the Deal Goes Down – 5:27 (Bob Dylan)
14. Hit or Miss (radio version - bonus track) – 3:20 (Odetta Gordon)